# Smyriodes serrata
Smyriodes serrata là một loài bướm đêm trong họ Geometridae.